# Uninvited, Like the Clouds
Uninvited, Like the Clouds (en español: No invitado, como las nubes) es el decimocuarto álbum de estudio de la banda de rock australiana The Church. Fue publicado el 20 de marzo de 2006 a través de los sellos discográficos Liberation Music y Cooking Vinyl.
El álbum contiene 12 canciones, alternando entre melodías pop a toques de space rock, siendo comparados con los trabajos de Pink Floyd. Otro punto comparado fue la revisión de sus sonidos pasados, en especial Priest=Aura (1992). Como promoción, se embarcaron en una gira limitada por distintos países, aunque las canciones fueron interpretadas de manera acústica.

## Lista de canciones
| N.º   | Título                              | Duración |  |
| 1.    | «Block»                             | 6:20     |  |
| 2.    | «Unified Field»                     | 4:00     |  |
| 3.    | «Space Needle»                      | 4:06     |  |
| 4.    | «Overview»                          | 5:32     |  |
| 5.    | «Easy»                              | 4:09     |  |
| 6.    | «She'll Come Back for You Tomorrow» | 4:32     |  |
| 7.    | «Pure Chance»                       | 6:19     |  |
| 8.    | «Never Before»                      | 6:13     |  |
| 9.    | «Real Toggle Action»                | 4:17     |  |
| 10.   | «Untoward»                          | 4:55     |  |
| 11.   | «Day 5»                             | 5:15     |  |
| 12.   | «Song to Go...»                     | 4:10     |  |
| 59:48 |                                     |          |  |

## Créditos y personal
The Church
- Steve Kilbey – Voz principal, bajo, guitarra, teclados, arte de pintura.
- Peter Koppes – guitarra, teclados, voz principal en "Never Before"
- Tim Powles – producción, ingeniería, batería, percusión, voces de apoyo.
- Marty Willson-Piper – guitarra, teclados, bajo, voz principal en "She'll Come Back For You Tomorrow"

Producción y apoyo
- Jorden Brebach – Producción adicional, ingeniero, voces de apoyo, guitarra ("Space Needle").
- Sophie Glasson – cello ("Song to Go ...")
- David Lane – piano ("Overview")
- David Trump – Ingeniero, mezcla.
- Ted Howard – Ingeniero.
- Giles Muldoon – Asistente de ingeniero.
- Don Bartley – Masterización.
- Karl Logge – Diseño y layout.